# Pelecopsis minor
Pelecopsis minor är en spindelart som beskrevs av Jörg Wunderlich 1995. Pelecopsis minor ingår i släktet Pelecopsis och familjen täckvävarspindlar.
Artens utbredningsområde är Mongoliet. Inga underarter finns listade i Catalogue of Life.